# San Diego de Alejandría
San Diego de Alejandría é um município do estado de Jalisco, no México.
Em 2005, o município possuía um total de 6.181 habitantes.